# 沙華·查莫洛
薩爾瓦多·佩雷斯·馬天尼斯（Salvador Pérez Martínez，簡稱Salva Chamorro，1990年5月8日—），生於西班牙華倫西亞自治區奧里韋拉，西班牙足球運動員，司職前鋒，現時效力香港超級聯賽球會東方龍獅。

## 球員生涯
沙華生於西班牙華倫西亞自治區奧里韋拉，大部份時間在西班牙低級別聯賽效力，於2011年的夏天被外借到西乙球會卡塔赫納，在2011年8月27日職業生涯首次亮相但卡塔赫納仍以0–2不敵靴高斯，於2012年1月7日主場以2–0反勝靴高斯的聯賽取得了在西乙的首個入球，隨後沙華在2013年回到西乙二聯賽分別效力巴利阿里、拉高斯迪拿和利達體育會，更在2014年協助拉高斯迪拿升上西乙聯賽，於2015年7月轉投蘇超球會咸美頓學院，但他不足一個月後便離開改為加盟葡超球會唐迪拉，
於2015年9月27日唐迪拉以0–1不敵馬里迪莫的聯賽在80分鐘後備入替首次在葡超上陣，於2016年1月16日馬里迪莫憑沙華在85分鐘的入球以2–2扳平榜首球隊士砵亭，2016年1月回到家鄉西班牙加盟西乙球隊巴塞隆拿B隊簽約至2017年6月。2016年7月24日，沙華加盟香港超級聯賽球會香港飛馬，於2016年9月11日以4–2反勝標準灝天的聯賽取得了加盟後的首個入球，其後在2016年9月17日對理文流浪的高級組銀牌16強在21分鐘起腳射門時與理文流浪門將邱于銘相撞後，證實右膝十字韌帶撕裂需要接受手術治療，經過半年的康復後沙華終於在2017年4月23日以5–0大勝港會的聯賽復出後備上陣20分鐘直到季尾離隊重返西班牙加盟梅西亞。

## 家庭生活
2017年5月8日，賽季完結後沙華與妻子Maria在香港註冊結婚並育有二子。

## 榮譽
拉高斯迪拿體育會
- 西班牙足球乙二級聯賽: (2013–14)

## 外部連結
- BDFutbol （页面存档备份，存于）
- Futbolme profile （页面存档备份，存于）
- Soccerway （页面存档备份，存于）
- Transfermarkt （页面存档备份，存于）